# Leövey Klára
Lövői és lövőpetri Leövey Klára (olykor Löwey vagy Lövei) (Máramarossziget, 1821. március 25. – Budapest, 1897. április 8.) a magyar nőnevelés egyik úttörője, író, újságíró.

## Életpályája
Leövey József beregi földbirtokos, megyei táblabíró és Szathmáry Eszter (1796-1864) leánya. Édesapja, aki 1837-ben elhunyt, nem volt takarékos, ezért az öröklött ősi vagyon is csakhamar elkallódott. Leövey Klára nevelésével leginkább édesanyja foglalkozott, aki a zenében és éneklésben is kiképeztette.
A máramarosszigeti jótékony egyesület megalakultával 1836-tól Leövey Klára a műkedvelői társulatnak legbuzgóbb tagja volt, a színművekben ügyesen szerepelt és énekével is az egyesület vagyonát gyarapította. Az 1842-43. évi országgyűlés egész időszaka alatt báró Sztojka Klárával, báró Sztojka Imre akkori máramarosi követ házánál tartózkodott.
1846 novemberében a Teleki Blanka grófnő által Pesten alapított nőnevelő intézetben alkalmazták mint nevelőt és tanítónőt. Leövey Klára a magyar nemzeti eszmék lelkes híveként üdvözölte az 1848-as forradalmat. Midőn 1849 első napjaiban Windischgrätz Buda felé közeledett, Teleki Blanka grófnő Leövey Klárával együtt rendkívül sok veszély és viszontagság között Debrecenbe menekült és Debrecenben minden erejüket, idejüket, pénzüket a honleányi tiszt teljesítésére szentelték és a sebesült honvédek ápolásával foglalkoztak.
A világosi fegyverletétel után is igyekezett ébren tartani az összetört magyarságban a reményt. Pesten a menekülő kompromittáltak vagy hazaszéledező szegény sorsú honvédek segélyezésére, gyámolítására fordították minden idejüket, erejüket. Később Teleki grófnő Pálfalvára vonult, Klárát Pesten hagyva, hogy a nála hagyott pénzből segélyezze a honvédeket és a többi üldözött honfitársakat. Ezen épp oly humánus, mint nemes erény okozta e két nő elfogatását. Teleki Blankát 1851 májusában hurcolták el Pálfalváról Nagyváradra és a nála talált levelek nyomán nemsokára elfogták Leövey Klárát is a báró Sztojka család falu-szlatinai birtokán. Az Újépületben szenvedtek át két évi kínos vizsgálati fogságot. 1853. június 30-án Teleki Blanka tíz évi, Leövey Klára öt évi várfogságra ítéltettek, mert lázító könyveket osztogattak és harcosokat toborzottak; június végnapjaiban Kufstein várába szállították és a legridegebb cellába zárták őket. 1856. július 11-én Leövey Klára büntetésének ideje lejárt.
1859-ben visszatérve szülővárosába édesanyjához, unokatestvére Várady Gábor házánál telepedett meg, oktatva leánykáját Gabriellát. Még tíz hasonkorú és műveltségű lánykát vettek föl a háznál és így ott nevelőintézetet létesített; ez volt ez elődje a később a nőegyesület támogatásával létrejött nőnevelő intézetnek, amelyből a későbbi állami felsőbb leányiskola emelkedett ki. Az intézmény sikeresen működött, épületét már 1860-ban bővíteni kellett. 1861-től átvette az iskola igazgatását. A Habsburg-közigazgatás azonban nem nézte jó szemmel az iskolában folyó magyar szellemű nevelést és bezáratta az intézményt.
Az 1861. évi országgyűlés megnyíltával Leövey Klára is Pestre ment Váradyékkal, aztán az 1862. évet nagyrészt Teleki Blanka körében töltötte és vele együtt Párizsba utazott, ahol Teleki Blanka október 23-án meghalt, de ő még tovább időzött Párizsban a De Gerando család körében. Azután párizsi gyermekeket tanított; később pedig St. Ange-ban időzött Kiss Miklós honvédezredes és neje kastélyában.
1865-ben visszatért Erdélybe, s Teleki Miksa gróf gyermekei nevelésével és tanításával bízták meg Kendilónán. Még azután is, hogy nevelői tiszte véget ért, Kendilónán és Pálfalván De Gerando-nénál, majd a Vallyiék majtisi és Teleki Árvéd gróf családjának drassói kastélyában tartózkodott; ami kevés idejéből maradt, azt Budapesten Várady Gáborék házánál töltötte.
1866-ban kezdett újságírással foglalkozni. Szilágyi István, a Máramaros című lap szerkesztője, aki Arany Jánost is írásra biztatta, indította el az újságírói pályán. Leövey publikált a Máramarosban, de emellett sok cikke jelent meg a fővárosi és más vidéki lapokban is. Leövey Klára nyíltan vállalta az 1848-as hagyományokat, írásai többnyire visszaemlékezések a szabadságharcra. A kiegyezést elutasította: Deák Ferenc ellen, Kossuth mellett foglalt állást. Négyszáz oldalas Emlékiratában tudósította az utókort a kufsteini börtönben eltöltött éveiről.
1889-ben a rohamosan fejlődő Budapestre költözött, a társadalmi és irodalmi élet tevékeny alakjává vált. Szellemi frissességét, tettrekészségét idős korára is megőrizte. 1894-ben Kossuth halálának alkalmából egy cikkében hitet tett Kossuth szellemi örökségének ápolása mellett.
Leövey Klára hazaszeretetben leélt hosszú, termékeny életének egy tragikus baleset vetett véget: Budapesten 1897. április 8-án egy omnibusz elgázolta és néhány óra múlva elhunyt. Búcsúztatására a fővárosban került sor, végső nyughelye azonban Máramarosszigeten, a református temetőben van: április 12-én helyezték őt örök nyugalomra abba a sírboltba, amelyet 1864-ben elhunyt édesanyja részére készíttetett.